# Claudio De Simone
Claudio De Simone (* 1984 in Hagen) ist ein deutsch-italienischer Schauspieler.

## Leben
Claudio De Simone machte seine ersten Bühnenerfahrungen im Jugendtheaterproduktionen am Schauspielhaus Dortmund und bei der „Lutz-Bühne“ (Junge Bühne lutzhagen), der eigenen Kinder- und Jugendtheatersparte am Theater Hagen.
Seine Schauspielausbildung erhielt er an der California State University, East Bay (2012), wo er auch in verschiedenen Theaterproduktionen mitwirkte, an der Arturo Schauspielschule in Köln (2014–2015) und am Lee Strasberg Theatre and Film Institute in Los Angeles (2015). Bei der Bühne der Kulturen trat er 2016 als Mercutio (Romeo und Julia), Sebastian (Was ihr wollt) und Franz Moor (Die Räuber) auf.
Seit 2011 steht er regelmäßig auch für Film- und Fernsehproduktionen vor der Kamera, wo er u. a. mit Sönke Wortmann, Stephan Meyer, Ralf Huettner, Urs Egger und Ulrich Zrenner zusammenarbeitete.
In der TV-Serie Der Knastarzt (2014) hatte er eine Serienrolle als Schließer Marc. Außerdem gehörte er zur Stammbesetzung der Anwaltsserie Falk (2018). In Nebenrollen war er in mehreren Tatort-Produktionen zu sehen. In der in Spielfilmlänge produzierten Auftaktfolge der 15. Staffel der ZDF-Serie Der Staatsanwalt mit dem Titel Der Staatsanwalt: Null Toleranz (Erstausstrahlung: Januar 2020) übernahm De Simone der Episodenrollen als Luca Marini, die „rechte Hand“ des lokalen Mafia-Statthalters (Emilio De Marchi).
Claudio De Simone arbeitete auch als Werbedarsteller (Krombacher, Ferrero, Deutsche Bahn, Motorola, Jack & Jones) und Model.
Claudio De Simone lebt in Köln und Berlin.

## Filmografie (Auswahl)
- 2012: Das Hochzeitsvideo (Kinofilm)
- 2013: Sommer in Rom (Fernsehfilm)
- 2014: Tatort: Auf ewig Dein (Fernsehreihe)
- 2014: Der Knastarzt (Fernsehserie, Serienrolle)
- 2014: Tatort: Ohnmacht (Fernsehreihe)
- 2014: Der Koch (Kinofilm)
- 2015: Tatort: Dicker als Wasser (Fernsehreihe)
- 2016: Tatort: Zahltag (Fernsehreihe)
- 2018: Falk (Fernsehserie, Serienrolle)
- 2018: Die Kugel: Im Wandel der Zeit (Fernsehfilm)
- 2019: Die Spur der Mörder (Fernsehfilm)
- 2020: Der Staatsanwalt: Null Toleranz (Fernsehserie, eine Folge)